# Ford-Werke
Ford-Werke GmbH er en tysk bilproducent med hovedsæde i forstaden Niehl uden for Köln i den tyske delstat Nordrhein-Westfalen. Ford-Werke GmbH er ejet af amerikanske Ford Motor Company og driver to store produktionsenheder i Tyskland, én i Köln og én i Saarlouis, og fungerer som centrum for Fords europæiske organisation Ford of Europe.

## Historie

### Etablering i Berlin
Fords første etablering i Tyskland skete i 1912, da Ford etablerede et center for reservedele i Hamborg, der skulle levere ikke blot til det tyske marked, men også andre markeder. Fords operationer i Tyskland blev imidlertid vanskeliggjort af 1. verdenskrig, og efter afslutningen af verdenskrigen fastsatte den nye tyske Weimarrepublik i 1920 høje toldsatser for importerede biler, hvilket i praksis udelukkede udenlandske bilproducenter fra at sælge biler i Tyskland.
I slutningen af 1924 etablerede det amerikanske Ford et salgskontor i Berlin, der i begyndelsen af 1925 fik tilladelse til at importere 1.000 Fordson traktorer. I oktober 1925 lempede den tyske regering importrestriktionerne, en ændring som Ford formentlig havde forudset, idet Ford allerede den 17. august 1925 havde stiftet et tysk selskab, Ford Motor Company Aktiengesellschaft ved handelsregisteret i Berlin.
Den 2. januar 1926 lejede det tyske Ford-selskab en lagerhal ved Westhafen i Berlin-bydelen Moabit. Fabrikken var velplaceret i forhold til Berlins system af kanaler. Fra den 8. april samme år var der ansat 300 arbejdere på den nye lokation, der samlede Ford T på grundlag af importerede dele. De samlede biler blev sendt med Berlins ring-jernbane. Der blev produceret Ford T i 1926 og 1927, hvor produktionen ophørte. Bilproduktionen på fabrikken i Berlin blev genoptaget i 1928 med produktionen af Ford Model A. Der blev fremstillet ca. 37.000 køretøjer på fabrikken, før den blev lukket i april 1931.
I slutningen af 1928 reorganiserede Ford sine europæiske aktiviteter, der alle blev lagt ind under det britiske børsnoterede Ford-selskab Ford Motor Company Limited.

### Flytning til Köln
I marts 1929 købte Fords ærkekonkurrent General Motors en kontrollerende ejerandel i den tyske bilproducent Opel. Henry Ford reagerede prompte ved at beslutte at opføre en helt ny Ford bilfabrik i Tyskland. Allerede samme år købte Ford en grund i Köln, der blev stillet til rådighed af byens borgmester Konrad Adenauer. Den planlagte fabrik på 170.000 m2 var projekteret til årligt at fremstille 250.000 biler i lyset af de positive og optimistiske økonomiske forventninger, der prægede den vestlige verden i tiden op til Børskrakket i 1929. Den nye fabrik var beliggende ned til Rhinen, hvilket sikrede adgang til vandtransportnetværket i Europa, ligesom Fords britiske fabrikker i Trafford Park ved Manchester og i Dagenham. Den 2. oktober 1930 lagde Henry Ford og Konrad Adenauer grundstenen til den nye fabrik i Köln. Samlefabrikken i Berlin ophørte produktionen den 15. april 1931 og den 4. maj 1931 rullede den første Ford AA-lastbil af samlebåndet i Köln. Åbningen af den nye fabrik faldt sammen med den verdensomspændende krise, der var blevet udløst af Wall Street-krakket, og produktionen måtte ophøre blot tre uger efter åbningen. Lukningen var dog kortvarig, og fabrikken åbnede igen senere på året og producerede i 1931 6.000 køretøjer. I 1932 begyndte produktionen af Ford Model B i Köln. Modellen blev på det tyske marked solgt som "Ford Rheinland". Ford Rheinland var speciel for det tyske marked, da den blev fremstillet med en fire-cylindret 3285 cc motor i modellen, der var konstrueret til en V8-motor. Fra begyndelsen af 1930’erne blev produktionen forøget, og de fleste Ford-biler solgt i Tyskland var herefter produceret i Tyskland frem for at være importerede.
Den økonomiske krise i 30'ernes første år gjorde det vanskeligt at sælge Fords amerikansk designede Ford A og Ford B, og Ford udviklede derfor en mindre Ford, der skulle sælges på de europæiske markeder. Den nye mindre model, Ford Y, blev først sendt på markedet af Ford of Britain i 1932 med enorm succes, og blev fra 1933 også produceret af det tyske Ford-selskab, der solgte modellen som Ford Köln. Ford Köln blev en med 2.453 solgte eksemplarer alene i 1933 en succes i Tyskland, og gjorde Ford til den ottende mest solgte personbil i landet, men modellen opnåede ikke samme popularitet som i Storbritannien, da Ford Köln bl.a. konkurrerede med GM's billigere Opel 1,2 liter. Ford udbyggede sin position på det tyske marked i 1930'erne med Eifel, der var den tyske udgave af Ford C/Ford 10. Mellem 1935 og 1940 fremstillede det tyske Ford 61.495 Ford Eifel, ligesom der i Danmark blev fremstillet flere tusinde af modellen på Fords danske fabrik. Ford Eifel udgjorde mere end halvdelen af den tyske Ford-produktion, og succesen gjorde i 1938 Ford til Tysklands fjerdestørste bilproducent, større end Adler og kun overgået af Opel, Mercedes-Benz og DKW. Ford Eifel blev i 1939 videreudviklet til Ford Taunus G93A, der var den første af Fords biler i Taunus-serien.

### Tiden under nationalsocialismen
Efter nazisternes magtovertagelse kunne Ford i Tyskland fortsætte sin civile produktion af personbiler og lastbiler, men ved krigsudbruddet i 1939 blev Ford udsat for pression fra den tyske stat og måtte begrænse produktionen af civile køretøjer for i stedet at fremstille køretøjer til den tyske hær. Samtidig blev selskabet omorganiseret med det nye navn Ford-Werke AG. Ford fremstillede fortsat i begrænset omfang Ford Taunus G93A, men måtte i 1942 indstille den civile produktion og fremstillede herefter alene køretøjer til hæren. Udover militærkøretøjer fremstillede Ford også motorerne til de tyske V2-raketter.
Op til Tysklands krigserklæring mod USA i december 1941 var ca. halvdelen af aktierne på tyske hænder. Efter krigserklæringen blev Fords fabrikker i Tyskland forvaltet af Reichskommissæren for behandling af fjendtlige aktiver. Den tyske regering forbød brugen af Ford-logoet, og i stedet blev benyttet et logo med Kölner Dom på på kølergrillen på Fords modeller under og kort efter afslutningen af 2. verdenskrig. Da de britiske og amerikanske luftbombeangreb fra 1943 blev intensiveret mod tyske industrianlæg, blev Fords anlæg i Köln også mål for bombadementerne. Et angreb den 18. oktober 1944 ramte hovedsageligt testanlæggene og arbejdernes beboelseskvarterer. På trods af intensive luftangreb på Köln og Ruhr-området, var skaderne på Fords anlæg begrænsede. Fabriksfaciliteterne led først større skade under den amerikanske fremrykning i Tyskland, da tysk artilleri åbnede ild fra den modsatte bred af Rhinen.
Under 2. verdenskrig benyttede Ford-Werke som andre tyske industrivirksomheder sig af tvangsarbejdere og krigsfanger i produktionen.

### Efterkrigstiden
Fords produktionsanlæg havde lidt begrænset skade under krigen, og allerede i maj 1945 kort efter den tyske kapitulation blev produktionen af lastbiler, motorer og reservedele genoptaget. Produktionen af personbiler kunne dog ikke genoptages, da dette var forbeholdt den britiske industri.
I november 1948 blev produktionen af personbiler genoptaget, da Ford-Werke igen begyndte at producere førkrigs-modellen Ford Taunus G93A. Ford i Tyskland begyndte allerede i 1949 udviklingen af en ny model, Ford Taunus P1 ("Weltkugeltaunus"), der blev sendt på markedet i januar 1952, som Taunus 12M (og senere med større motor som 15M). Bilen var med moderne selvbærende karrosseri (udviklet af Fords franske datterselskab) og med et moderne design. Fords Taunus P1 blev en stor succes med mere end 450.000 solgte biler, indtil modellen blev afløst af P2. Taunus blev i mange år Fords mærke for tyskfremstillede personbiler. I 1958 beskæftigede Ford-Werke mere end 10.000 mennesker Köln.
Produktionen i tysk Ford voksede, og Ford-Werke byggede i begyndelsen af 1960'erne yderligere en fabrik i Genk i Belgien og åbnede i midten af 60'erne et ny testfacilitet i Lommel også i Belgien. I 1965 fremstillede Ford-Werke for første gang mere end 500.000 køretøjer på et år

## Sammenlægning af tysk og britisk Ford
Ford ønskede i 1960'erne af integrere sine europæiske aktiviteter, der indtil da var blevet drevet af nationale Ford-selskaber, der udviklede deres egne modeller til primært de nationale markeder. Den første fælles model var varevognen Ford Transit, der blev udviklet i et samarbejde mellem britisk og tysk Ford og sendt på markedet i 1965.
I 1967 besluttede Ford at sammenlægge britisk og tysk Ford under Ford of Europe. Hovedkontoret for Ford of Europe blev placeret i Irland, men de nationale selskaber, herunder Ford-Werke AG, fortsatte, nu blot som en del af den integrerede europæiske organisation. Ford of Britain havde haft succes med den britisk udviklede Escort, og fra 1970 blev Ford Escort også produceret af Ford-Werke på en nyopført fabrik i Saarlouis.
I 1972 beskæftigede Ford-Werke 54.300 medarbejdere. I takt med vanskelighederne i den britiske bilindustri fik den tyske del af Ford-koncernen stigende betydning, og en større og større del af produktionen fandt sted på de tyske fabrikker og på den tyskejede fabrik i Gent. Ford flyttede i 1999 hovedkontoret for Ford of Europe fra Brentwood i England til Köln, ligesom Ford stoppede produktion af personbiler i Storbritannien i 2002 og varebiler i 2013.
I 2004 blev den juridiske enhed for Ford-Werke ændret fra et aktieselskab til et GmbH (mere lignende et anpartsselskab), efter minoritetsaktionærer var blev købt ud i 2002.
I 2019 var Ford-Werke den næststørste amerikanskejede virksomhed i Tyskland målt på omsætning (ca. 19,8 mia. euro) og den næststørste arbejdsgiver med 22.650 medarbejdere, kun overgået af McDonald's.
Ford of Europe koncentrerer sig i 2020'erne om udvikling af elektriske køretøjer og ophører med at fremstille forbrændingsmotorer i 2025. En ny fabrik til fremstilling at eldrevne køretøjer åbner på Fords fabrik i Valencia i Spanien og ikke i Saarlouis.

## Modeller

### Nuværende modelprogram
Følgende køretøjer sælges i dag (2023) i Tyskland:

#### Personbiler
|                |  |                       |                                           |
| Fiesta         |  | Supermini             | - Hatchback                               |
| Ecosport       |  | Mini crossover SUV    | - SUV                                     |
| Focus          |  | Lille mellemklasse    | - Hatchback - Saloon/Sedan - Estate/Wagon |
| Kuga           |  | Compact crossover SUV | - SUV                                     |
| S-Max          |  | Stor MPV              | - MPV                                     |
| Galaxy         |  | Stor MPV              | - MPV                                     |
| Edge           |  | Mellem crossover SUV  | - SUV                                     |
| Puma           |  | crossover SUV         | - SUV                                     |
| Explorer       |  | SUV                   | - SUV                                     |
| Mustang Mach-E |  | SUV                   | - SUV                                     |
| Mustang        |  | Muskelbil             | - Coupé - Cabriolet                       |

#### Varebiler
| Tourneo Connect |  | Varebil       | - 5-dørs varebil - 5-dørs camper                                      |
| Transit         |  | Varevogn      | - Chassis Cab                                                         |
| Ranger          |  | Pick-up truck | - 2-dørs single cab - 2-dørsoor open cab - 4-dørs double cab/crew cab |

#### ST modeller
Ford producerer specialudgaver af modelprogrammet i højtydende versioner i Ford Team RS-divisionen.
| Ford Focus ST  |  | Compact car | - Hatchback - Stationcar |
| Ford Fiesta ST |  | Supermini   | - Hatchback              |

### Modeller udviklet af det tyske Ford-selskab før dannelsen af Ford of Europe
Dette er en liste over de tysk udviklede Ford-personbiler før dannelsen af Ford of Europe. Selvom Taunus TC og Ford Cortina MkIII havde mange lighedspunkter, var der en række forskelle på bilerne, ligesom motorprogrammet var forskelligt.
- Ford Model A
- Ford Model B
- Ford Rheinland
- Ford Model Y
- Ford Köln
- Ford Eifel
- Ford Taunus G93A "Buckeltaunus"
- Ford Taunus P1
- Ford Taunus P2
- Ford Taunus P3
- Ford Taunus P4
- Ford Taunus P5
- Ford Taunus P6
- Ford P7
- Ford Taunus TC